# Acquaviva
Acquaviva (emilián–romanyol nyelven Acquaviv) San Marino egyik települése. Két másik San Marinó-i várossal, Borgo Maggioréval és San Marinóval, illetve két olasz várossal, San Leóval és Verucchióval határos.
A település neve egy fontos helyi forrás nevéből származik. A forrás a Montecerretos nevű mandulafenyveses domb lábainál ered. A legenda szerint itt található a barlang, ahol Szent Marinus a száműzetését töltötte. (Bővebben itt: San Marino – Története)
A település legrégibb szent épületének ősi eredete van. Valószínűleg a 3. századból származik, a város keletkezésének idejéből. Megépítését Szent Marinus maga is támogatta. Az épületet egy pogány kultúrhelyen, Merkúr isten tiszteletére építették, ezt bizonyítja az is, hogy később egy bronzszobrot is találtak benne.
Acquaviva környékén található egy világhírű motokrosszpálya.